# Bentonville (Ohio)
Bentonville es un lugar designado por el censo ubicado en el condado de Adams en el estado estadounidense de Ohio. En el Censo de 2010 tenía una población de 287 habitantes y una densidad poblacional de 64,16 personas por km².

## Geografía
Bentonville se encuentra ubicado en las coordenadas 38°44′44″N 83°36′37″O / 38.74556, -83.61028. Según la Oficina del Censo de los Estados Unidos, Bentonville tiene una superficie total de 4.47 km², de la cual 4.47 km² corresponden a tierra firme y (0%) 0 km² es agua.

## Demografía
Según el censo de 2010, había 287 personas residiendo en Bentonville. La densidad de población era de 64,16 hab./km². De los 287 habitantes, Bentonville estaba compuesto por el 99.65% blancos, el 0% eran afroamericanos, el 0.35% eran amerindios, el 0% eran asiáticos, el 0% eran isleños del Pacífico, el 0% eran de otras razas y el 0% pertenecían a dos o más razas. Del total de la población el 0.7% eran hispanos o latinos de cualquier raza.